# Olympiakos Nicosia
Olympiakos Nicosia, bildad 1931, är en fotbollsklubb från orten Nicosia på Cypern.

## Placering tidigare säsonger
| Säsong  | Nivå | Liga            | Placering | Referens | Notering                               |
| ------- | ---- | --------------- | --------- | -------- | -------------------------------------- |
| 2014/15 | 2    | Second Division | 10        | [ 1 ]    |                                        |
| 2015/16 | 2    | Second Division | 4         | [ 2 ]    |                                        |
| 2016/17 | 2    | Second Division | 3         | [ 3 ]    | Uppflyttad till Cypriot First Division |
| 2017/18 | 1    | First Division  | 12        | [ 4 ]    | Nedflyttad till Second Division        |
| 2018/19 | 2    | Second Division | 2         | [ 5 ]    | Uppflyttad till Cypriot First Division |
| 2019/20 | 1    | First Division  | p.        | [ 6 ]    | pandemin                               |
| 2020/21 | 1    | First Division  | 6         | [ 7 ]    |                                        |
| 2021/22 | 1    | First Division  | 9         | [ 8 ]    |                                        |
| 2022/23 | 1    | First Division  | 14        | [ 9 ]    | Nedflyttad till Second Division        |

## Nuvarande trupp
| Nr | Land          | Pos | Namn                    |
| -- | ------------- | --- | ----------------------- |
| 1  | Grekland      | MV  | Michalis Agrimakis      |
| 2  | Cypern        | F   | Paris Psaltis           |
| 3  | Guinea-Bissau | F   | Sambinha                |
| 4  | Grekland      | F   | Dimitris Konstantinidis |
| 7  | Kamerun       | A   | Edgar Salli             |
| 9  | Grekland      | A   | Vasilis Mantzis         |
| 10 | Brasilien     | MF  | Gustavo                 |
| 11 | Kamerun       | MF  | Fabrice Kah             |
| 13 | Cypern        | MF  | Filippos Eftychidis     |
| 14 | Spanien       | MF  | Omar Santana            |
| 15 | Spanien       | F   | Christian Manrique      |
| 20 | Cypern        | A   | Panagiotis Zachariou    |
| 22 | Ghana         | MF  | Kingsley Sarfo          |

| Nr | Land          | Pos | Namn                              |
| -- | ------------- | --- | --------------------------------- |
| 23 | Cypern        | MF  | Marios Pechlivanis                |
| 24 | Cypern        | F   | Stelios Andreou                   |
| 25 | Serbien       | MV  | Stefan Čupić                      |
| 28 | Cypern        | F   | Constantinos Soteriou             |
| 29 | Bulgarien     | A   | Stanislav Kostov                  |
| 32 | Cypern        | F   | Evangelos Kyriacou                |
| 31 | Guinea-Bissau | MF  | Nani Soares                       |
| 71 | Grekland      | MV  | Christos Karadais                 |
| 77 | Cypern        | F   | Christoforos Tsolakis             |
| 80 | Jordanien     | MF  | Omar Hani (lån från APOEL)        |
| 88 | Cypern        | MF  | Stephanos Charalambous            |
| 93 | Cypern        | MV  | Neofytos Michael (lån från APOEL) |
| 99 | Cypern        | MV  | Marcos Marcou                     |